# Droga A180 (Rosja)
Droga federalna A180, „Narwa” (ros. Федера́льная автомоби́льная доро́га A180 «На́рва») – jedna z tras znaczenia federalnego na terenie Rosji. W 2010 utraciła dawne oznaczenie M11, które przypisano projektowanej autostradzie z Moskwy do Petersburga.
Droga rozpoczyna swój bieg w Petersburgu i kończy na granicy rosyjsko-estońskiej, mostem nad Narwą. Kontynuacją A180 w Estonii jest droga nr 1.

## Trasy międzynarodowe
Na całej długości pokrywa się z biegiem trasy europejskiej E20.